# Salix apennina
Espèce
Classification APG III (2009)
Salix apennina, le Saule des Apennins, est une espèce de plantes à fleurs de la famille des Salicaceae. C'est un arbrisseau présent en Europe.

## Synonymie
- Salix appenina, orthographe, var. Skvortsov[1].

## Description
L'espèce est très ressemblante à Salix myrsinifolia, mais mesure plutôt de 2 à 4 m de haut. La face inférieure des feuilles est entièrement pruineuse, à nervures saillantes. La nervure médiane possède des poils brun rougeâtre en été ; la face supérieure est glabre et vert foncé. Les chatons apparaissent de 5 à 7 jours avant les feuilles. Le style est plus court que le pédicelle de l'ovaire, il est long de 0,5 à 0,9 mm (chez Salix myrsinifolia :  0,7–1,5 mm). Le bois sous l'écorce est muni de nombreuses stries saillantes, plus nombreuses et plus longues que chez Salix myrsinifolia.
Salix apennina fleurit en avril et mai.
En France, en Italie et en Suisse, l'espèce est présente dans les clairières humides, les marais, les collines subalpines, le TI méridional et plus généralement dans les Apennins.